# Левченки (Зеньковский район)
Левченки (укр. Левченки) — село,
Удовиченковский сельский совет,
Зеньковский район,
Полтавская область,
Украина.
Код КОАТУУ — 5321386905. Население по переписи 2001 года составляло 178 человек.

## Географическое положение
Село Левченки находится на расстоянии до 1,5 км от сёл Удовиченки, Зайцы и Руденки-Гончары.
По селу протекает пересыхающий ручей.

## История
Хутор был приписан к Вознесенской церкви в Удовиченках
Есть на карте 1869 года